# Asoramea erythroptera
Asoramea erythroptera är en insektsart som beskrevs av Sjöstedt 1921. Asoramea erythroptera ingår i släktet Asoramea och familjen gräshoppor. Inga underarter finns listade i Catalogue of Life.